# 카이랄 인산

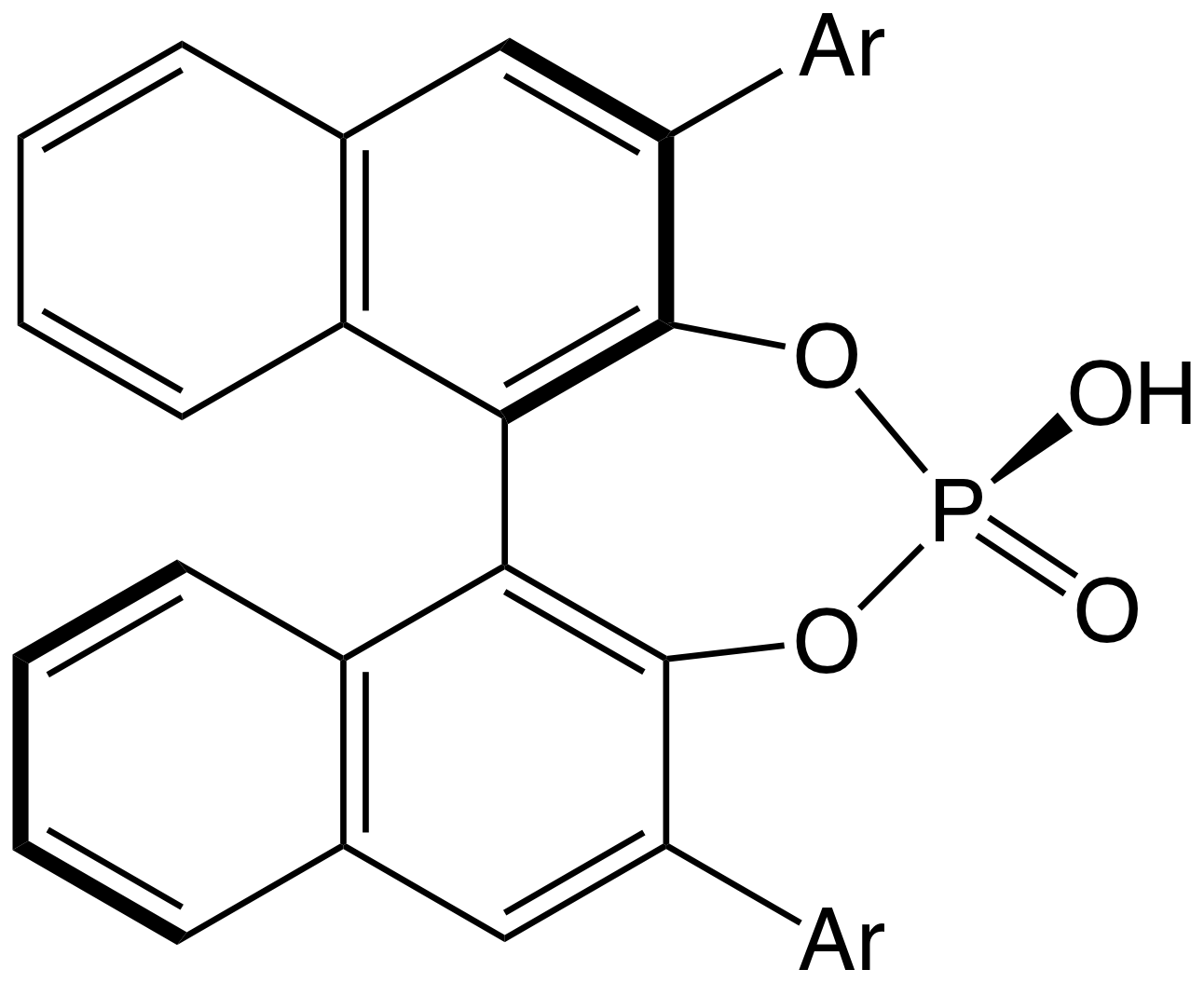
1,1'-바이-2-나프톨(BINOL) 유래 카이랄 인산의 일반적인 부류의 구조. 이 유형의 촉매는 아키야마-테라다 촉매(아키야마 타카히코 및 테라다 마사히로의 이름을 따서)로도 알려져 있다. Ar의 일반적인 예로는 4-NO_{2}-C_{6}H_{4}, 9-안트라세닐 및 2,4,6-iPr_{3}-C_{6}H_{2} (일반적으로 TRIP으로 알려짐)이 있다.

카이랄 인산(영어: chiral phosphoric acid)은 카이랄 골격을 가지고 있는 인산의 에스터이다. 잘 알려진 예로는 1,1'-바이-2-나프톨(BINOL) 및 타돌(TADDOL) 모티프로부터 파생된 고리형 다이에스터가 있다. 이러한 화합물은 카이랄 브뢴스테트 산 또는 수소 결합의 공여체로 비대칭 촉매 작용에 사용된다. 짝염기는 카이랄 이온쌍을 생성하는 데에도 사용된다.

## 같이 보기
- 인산
- 인산염